# 潘徽 (隋朝)
潘徽（6世纪—613年），隋朝学者，字伯彦，吴郡（今江苏省苏州市）人。
潘徽性情聪敏，小时候跟随郑灼学《礼》，跟随施公学《毛诗》，跟随张冲学《书经》，跟随张讥学《庄子》、《老子》，全部通晓大义。非常精通三史。善于写文章，能提出独立见解。陈朝尚书令江总招揽文儒之士，潘徽一见江总，江总非常礼敬他。初仕担任新蔡王国侍郎，选为客馆令。隋朝派遣魏澹到南陈聘问，陈朝派潘徽接待。魏澹将返回，对陈帝启奏：“敬奉弘慈，曲垂饯送。”潘徽以为“伏奉”说得太重，“敬奉”说得太轻，退回他的启奏而不报。魏澹立即议论：“《曲礼》注上说：‘礼主于敬。’《诗经》云：‘维桑与梓，必恭敬止。’《孝经》云：‘宗庙致高。’又云：‘不敬其亲，谓之悖礼。’孔子敬天之怒，成汤虔诚敬重太阳上升。宗庙极重，上天极高，父极尊，君极贵，四者都是同为一敬，五经没有异文，不知以敬字为轻，所凭何据？”潘徽反驳道：“之前所论的敬字，本不全是作为轻，但用得地方不同，义意义也有一般和特殊的区别。《礼》主于敬，这时一般的说法，就像男子‘冠而字之’，注云‘成人敬其名也’。《春秋》有冀缺，夫妻之间也说‘相敬’。既然对儿子都有敬名之义，在丈夫也有敬妻之说，这都可以说敬字极重要吗？至于‘敬谢诸公’，本来不是尊重地位，‘公子敬爱’，只对于宾友，‘敬问’‘敬报’，更见雷同，‘敬听’‘敬酬’，和尊贵有什么关系！当知敬的意义，虽然不轻，但敬在言语上使用，则有时意义含糊。现在说‘敬奉’，所以成了疑问。只是举例谈谈我的看法，不作为确实的根据。”魏澹不能回答，于是听从而改过来了。陈朝灭亡，潘徽为州博士，秦孝王杨俊听说他的名声，召为学士。曾从杨俊朝京师，在途中，让潘徽在马上作赋，走过一个驿站就作成，名为《述恩赋》。杨俊看到后认为很好。再让他作《万字文》，又派他撰集字书，名为《韵篡》。潘徽作了序言。不久，杨俊去世，晋王杨广再任用他为扬州（今江苏省扬州市）博士，命他与诸儒撰写《江都集礼》一部。再命潘徽作了序言。
隋炀帝嗣位，诏命潘徽与著作佐郎陆从典、太常博士褚亮、欧阳询等协助越公杨素撰写《魏书》，杨素死后停止。授任京兆郡博士。杨玄感兄弟很看重他，多次来往走动。杨玄感反叛失败，有关系的都遭到灾祸。潘徽是杨玄感的故人，为隋炀帝所不喜，有关部门揣测皇帝心意，任命潘徽为西海郡威定县（伏俟城，今青海省海南藏族自治州共和县石乃亥乡铁卡加村西南）主簿。潘徽心中不平，走到陇西，发病而卒。

## 延伸阅读
[在维基数据编辑]
 《隋書·卷76》，出自魏徵《隋书》